# Inés Martín Rodrigo
Inés Martín Rodrigo (Madrid, 1983) est une journaliste madrilène, diplômée en journalisme de l'université complutense de Madrid, elle est rédactrice culturelle pour le journal ABC. En 2016, il publie le roman Blues are the hours (Espasa) et en 2020 le livre A Shared Room (2020), avec des entretiens avec différents écrivains comme Ida Vitale, Zadie Smith, Elena Poniatowska et Margaret Atwood. En 2022, elle a obtenu le prix Nadal pour Les Formes du vouloir.

## Biographie
Elle a passé son enfance dans une ville d'Estrémadure, où sa mère – Aurora Rodrigo –, enseignante, l'a fait s'intéresser à la littérature. Elle est morte quand Inés avait quatorze ans.
Après avoir obtenu son diplôme en journalisme à l'université Complutense de Madrid, elle travaille comme rédactrice culturelle au journal ABC et à ABC Cultural.
Elle a fait partie du jury du prix Ojo Critico de Novela et a organisé des colloques au Hay Festival de Ségovie.89